# Ông kẹ

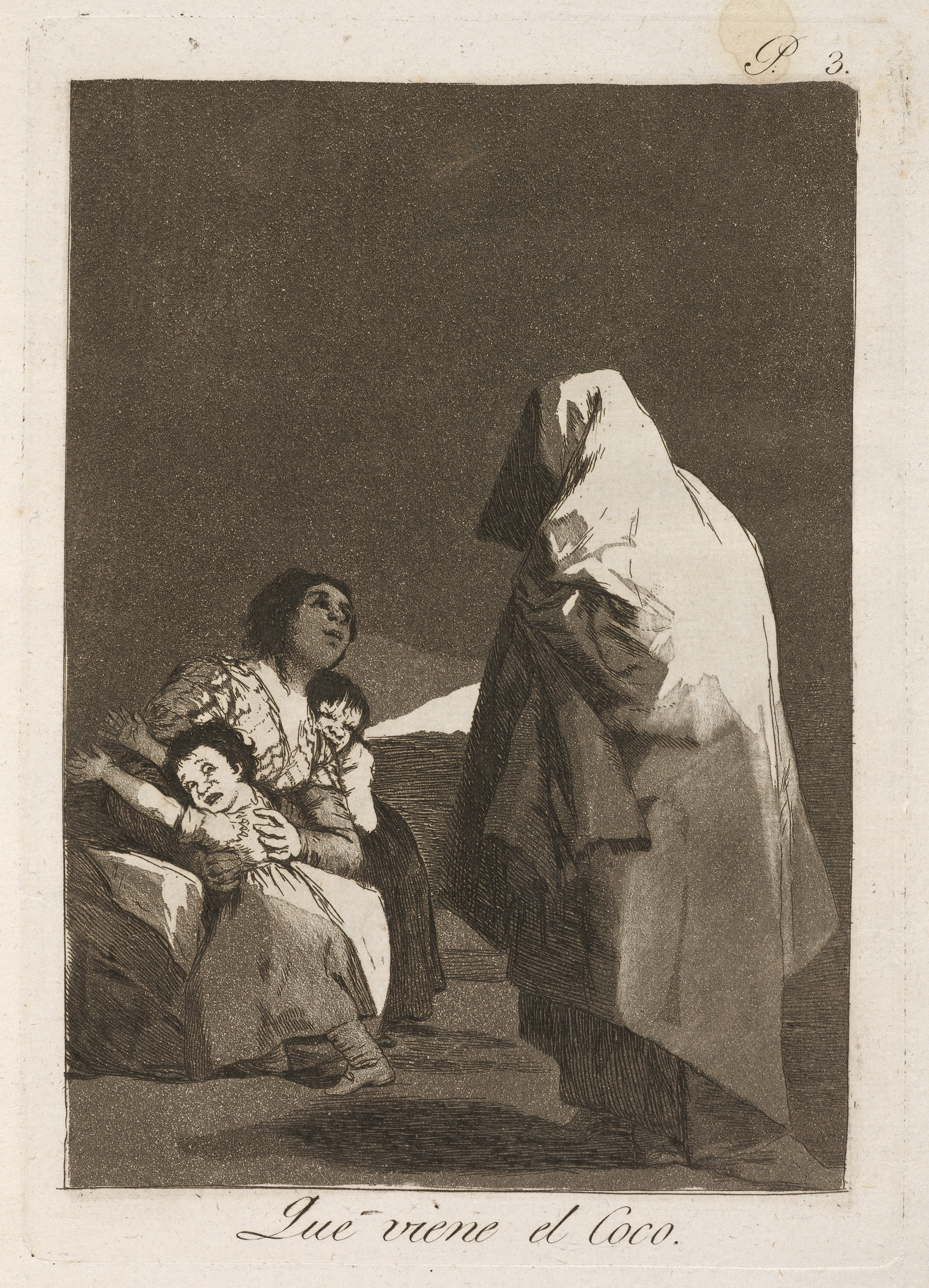
Que viene el Coco (Ông ba bị đang đến), tranh của Goya khoảng năm 1797

Ông kẹ hay ông ba bị hay ngáo ộp là một sinh vật hư cấu thường được người lớn sử dụng để dọa trẻ em, để trẻ em phải ngoan hoặc nghe theo lời mình. Đây là một con quái vật không có hình thù rõ ràng, ở mỗi vùng văn hóa lại có những miêu tả khác nhau. Cha mẹ thường cảnh báo với con cái rằng nếu không ngoan thì sẽ bị ông kẹ đến bắt đi. Trong hình dung của những đứa trẻ, ông Ba Bị (ông Kẹ) được phác họa trông bộ dạng khá kỳ dị "Ba Bị, 9 quai, 12 con mắt, chuyên bắt trẻ con" cũng giống như mẹ mìn (Peg Powler/Croque-mitaine).